# Судест
Судест, или тагула (Sud-Est, Tagula, Vanatina, Vanga) — австронезийский язык, на котором говорят в 17 деревнях и сёлах, в конце цепочки Кальвадос, западнее острова Ванатинаи округа Яма-Йеле провинции Милн-Бей в Папуа — Новой Гвинее.
Язык судест имеет диалекты восточный судест восточной точки (рамбусо, рехуво), западный судест (джелевага, дтелха, точка гриффин), рамбусо (рева), центральный судест (араэтха, памела). Лексически судест на 44 % похож на язык нимоа.